# Seznam rozhleden v Plzeňském kraji
Seznam rozhleden v Plzeňském kraji představuje výčet rozhleden a vyhlídkových věží, které se nachází v Plzeňském kraji.
Vzhledem k nejednoznačné definici rozhleden a stále přibývajících staveb tohoto druhu je pravděpodobné, že seznam nebude úplný.

## Seznam
| Název                             | Obrázek | Galerie                                                               | Výška [m] | Okres       | Kóta [m n. m.] | Geosouřanice                     | Stručný popis                                                                               | Stav                                 |
| --------------------------------- | ------- | --------------------------------------------------------------------- | --------- | ----------- | -------------- | -------------------------------- | ------------------------------------------------------------------------------------------- | ------------------------------------ |
| Bohušův vrch                      |         | Kategorie „Bohušův vrch (observation tower)“ na Wikimedia Commons     | 18        | Tachov      | 571            | 49°52′0″ s. š., 12°45′10″ v. d.  | Cihlová stavba u města Planá pochází z roku 1909.                                           | Volně přístupná                      |
| Bolfánek                          |         | Kategorie „Bolfánek“ na Wikimedia Commons                             | 45        | Klatovy     | 583            | 49°27′35″ s. š., 13°9′46″ v. d.  | Kamenná věž u Chudenic slouží jako rozhledna od roku 1845.                                  | Volně přístupná                      |
| Březinka                          |         |                                                                       | 49        | Tachov      | 570            | 49°37′33″ s. š., 12°48′43″ v. d. | Ocelová rozhledna z roku 2003 stojí u obce Bernartice.                                      | Volně přístupná                      |
| Dlažov                            |         | Kategorie „Dlažov (observation tower)“ na Wikimedia Commons           | 25,4      | Klatovy     | 642            | 49°21′42″ s. š., 13°9′23″ v. d.  | Dřevěná rozhledna na kamenném soklu stojící vedle kaple svaté Markéty nad obcí Dlažov       | Volně přístupná                      |
| Havran (Český les)                |         | Kategorie „Havran (Český les)“ na Wikimedia Commons                   | 24,4      | Tachov      | 895            | 49°44′35″ s. š., 12°24′35″ v. d. | Ocelová rozhledna upravená z bývalé vojenské hlásky                                         | Volně přístupná                      |
| Heřmanova Huť                     |         | Kategorie „Heřmanova Huť (observation tower)“ na Wikimedia Commons    | 16        | Plzeň-sever | 370            | 49°42′43″ s. š., 13°5′30″ v. d.  | Zděná rozhledna upravena z pivovarského vodojemu v Zahradní ulici.                          | Přístupná o víkendech 14-16          |
| Chlum u Chanovic                  |         | Kategorie „Chlum (Chanovice, observation tower)“ na Wikimedia Commons | 25        | Klatovy     | 609            | 49°24′24″ s. š., 13°42′39″ v. d. | Zděná stavba z roku 2010 se nachází u Chanovic.                                             | Vstup zpoplatněn                     |
| Chlum u Plzně                     |         | Kategorie „Rozhledna Chlum (Doubravka)“ na Wikimedia Commons          | 25        | Plzeň-město | 416            | 49°46′3″ s. š., 13°25′50″ v. d.  | Zděná rozhledna na vrchu Chlum v Plzni pochází z roku 1929.                                 | Volně přístupná                      |
| Klatovská hůrka                   |         | Kategorie „Klatovská hůrka (observation tower)“ na Wikimedia Commons  | 15        | Klatovy     | 498            | 49°23′41″ s. š., 13°16′19″ v. d. | Zděná rozhledna z roku 1887 stojí 1 km od Klatov.                                           | Nepřístupná                          |
| Koráb                             |         | Kategorie „Koráb (observation tower)“ na Wikimedia Commons            | 50        | Klatovy     | 775            | 49°23′44″ s. š., 13°4′31″ v. d.  | Ocelová stavba z roku 1992 se nachází 4 km od Kdyně.                                        | Volně přístupná                      |
| Kotel u Rokycan                   |         | Kategorie „Kotel (observation tower)“ na Wikimedia Commons            | 28        | Rokycany    | 575            | 49°42′43″ s. š., 13°35′45″ v. d. | Železná rozhledna na vrchu Kotel jižně od Rokycan.                                          | Volně přístupná                      |
| Kožich                            |         | Kategorie „Kožich (rozhledna)“ na Wikimedia Commons                   | 35        | Plzeň-jih   | 584            | 49°34′17″ s. š., 13°26′38″ v. d. | Ocelová rozhledna u obce Libákovice pochází z roku 2007.                                    | Volně přístupná                      |
| Krkavec                           |         | Kategorie „Krkavec“ na Wikimedia Commons                              | 18        | Plzeň-sever | 504            | 49°48′10″ s. š., 13°20′30″ v. d. | Cihlová rozhledna z roku 1901 stojí na vrchu Krkavec.                                       | Vstup zpoplatněn                     |
| Křížový vrch                      |         | Kategorie „Křížový vrch (observation tower)“ na Wikimedia Commons     | 15        | Plzeň-jih   | 487            | 49°37′19″ s. š., 13°12′46″ v. d. | Zděná věž bývalého kostela stojí na Křížovém vrchu.                                         | Volně přístupná                      |
| Kurzova rozhledna                 |         | Kategorie „Kurzova rozhledna“ na Wikimedia Commons                    | 19        | Domažlice   | 1042           | 49°23′0″ s. š., 12°47′3″ v. d.   | Kamenná rozhledna na vrchu Čerchov pochází z roku 1905.                                     | Volně přístupná                      |
| Milíře                            |         |                                                                       | 35        | Tachov      | 580            | 49°39′55″ s. š., 12°37′21″ v. d. | Ocelová rozhledna z roku 2001 stojí u osady Milíře.                                         | Volně přístupná                      |
| Na skále                          |         |                                                                       | 41        | Plzeň-jih   | 672            | 49°33′41″ s. š., 13°40′3″ v. d.  | Ocelová rozhledna u osady Železný Újezd pochází z roku 2001.                                | Přístupná za 15Kč od dubna do října. |
| Na Vrších                         |         | Kategorie „Na Vrších (observation tower)“ na Wikimedia Commons        | 15,4      | Rokycany    | 481            | 49°50′45″ s. š., 13°34′30″ v. d. | Dřevěná rozhledna z roku 2013 u obce Břasy.                                                 | Přístupná                            |
| Nový rybník                       |         | Kategorie „Nový_rybník_(observation_tower)“ na Wikimedia Commons      | 9         | Plzeň-sever | 320            | 49°41′37″ s. š., 13°14′22″ v. d. | Dřevěná vyhlídková věž z roku 2011 se nachází u obce Líně.                                  | Volně přístupná                      |
| Pancíř                            |         | Kategorie „Pancíř (observation tower)“ na Wikimedia Commons           | 18        | Klatovy     | 1214           | 49°10′41″ s. š., 13°15′14″ v. d. | Rozhlednová věž na turistické chatě na kopci Pancíř pochází z roku 1923.                    | Volně přístupná                      |
| Poledník                          |         | Kategorie „Poledník (observation tower)“ na Wikimedia Commons         | 37        | Klatovy     | 1315           | 49°3′51″ s. š., 13°23′42″ v. d.  | Betonová rozhledna z roku 1998 stojí na vrchu Poledník.                                     | Vstup zpoplatněn                     |
| Radost                            |         |                                                                       | 9,2       | Plzeň-sever | 425            | 49°52′50″ s. š., 13°27′47″ v. d. | Dřevěná rozhledna z roku 2013                                                               | Volně přístupná                      |
| Rýzmberk                          |         | Kategorie „Castle Rýzmberk“ na Wikimedia Commons                      | 18        | Domažlice   | 680            | 49°24′24″ s. š., 13°1′50″ v. d.  | Věž zříceniny hradu Rýzmberk slouží jako rozhledna od roku 1847.                            | Vstup zpoplatněn                     |
| Sedlo                             |         | Kategorie „Sedlo (observation tower)“ na Wikimedia Commons            | 28        | Klatovy     | 902            | 49°11′23″ s. š., 13°34′16″ v. d. | Dřevěná stavba z roku 2009 stojí na hoře Sedlo.                                             | Volně přístupná                      |
| Starý Herštejn                    |         | Kategorie „Castle Starý Herštejn“ na Wikimedia Commons                | 9         | Domažlice   | 866            | 49°28′19″ s. š., 12°42′52″ v. d. | Kamenná rozhledna z roku 2020 vznikla dostavbou hradní věže opuštěného hradu Starý Herštejn | Volně přístupná                      |
| Svatá Markéta                     |         |                                                                       |           | Domažlice   | 642            | ī49°24′4″ s. š., 13°2′18″ v. d.  | Dřevěná                                                                                     | Volně přístupná                      |
| Svatobor                          |         | Kategorie „Svatobor (observation tower)“ na Wikimedia Commons         | 32        | Klatovy     | 845            | 49°19′20″ s. š., 16°31′6″ v. d.  | Kamenná rozhledna na vrchu Svatobor pochází z roku 1934.                                    | Volně přístupná                      |
| Sylván                            |         | Kategorie „Rozhledna Sylván“ na Wikimedia Commons                     | 68        | Plzeň-město | 403            | 49°46′11″ s. š., 13°20′51″ v. d. | Ocelová stavba z roku 2003 stojí na severním okraji Plzně.                                  | Volně přístupná                      |
| Šibeniční vrch u Horšovského Týna |         |                                                                       | 22        | Domažlice   | 456            | 49°31′17″ s. š., 12°57′38″ v. d. | Dřevěná rozhledna u Horšovského Týna pochází z roku 2010.                                   | Volně přístupná                      |
| Špičák                            |         | Kategorie „Rozhledna Špičák u Železné Rudy“ na Wikimedia Commons      | 26,5      | Klatovy     | 1202           | 49°10′22″ s. š., 13°12′30″ v. d. | Železná s dřevěným opláštěním na vrcholu Špičák u Železné Rudy                              | Volně přístupná červen-září          |
| Šťastná věž                       |         |                                                                       | 20        | Plzeň-jih   | 443            | 49°37′5″ s. š., 13°36′48″ v. d.  | Zděná rozhledna s dřevěnou nástavbou a ocelovým schodištěm ve Spáleném Pořičí               | Otevřeno je denně od 10 do 18 hodin  |
| Vysoká u Tachova                  |         | Kategorie „Vysoká (observation tower, Tachov)“ na Wikimedia Commons   | 28,7      | Tachov      | 564            | 49°47′47″ s. š., 12°36′44″ v. d. | Železná na vrchu Vysoká západně Tachova                                                     | Volně přístupná                      |